# 얼룩나비박쥐
얼룩나비박쥐 또는 알렌얼룩박쥐(Glauconycteris humeralis)는 애기박쥐과에 속하는 박쥐의 일종이다. 중앙아프리카공화국과 콩고민주공화국, 케냐, 우간다에서 발견된다. 자연 서식지는 아열대 또는 열대 기후 지역의 습윤 저지대 숲이다.